# Prix André-Jullien-du-Breuil
Le prix André-Jullien-du-Breuil, de la fondation Jullien de Breuil, est un ancien prix quinquennal de littérature, créé en 1948 par l'Académie française et « décerné à un jeune écrivain pour une œuvre ayant trait à la Résistance ou une œuvre d’imagination, de critique, de préférence dans le domaine du roman, du théâtre, du cinéma ou du journalisme ».
André Jullien, dit du Breuil, né le 27 février 1903 à Amiens et mort le 1er août 1944 à Sassenage, est un romancier et poète français.

## Liste des lauréats
- 1945 : Françoise Perrier et Claude Lebel pour La Garde montante
- 1950 : Nicole Fontclaire (1920-2009) pour Prisonnière au Maquis, souvenirs d’une jeune fille
- 1952 : André Dewavrin, dit le colonel Passy, pour Missions secrètes en France
- 1956 : Edmond Michelet pour Rue de la Liberté
- 1961 : Armand Plat pour Deux français libres sur les traces de Paul Déroulède
- 1966 : Guy Croussy (1937-....) pour Le Noche
- 1971 : 
  - Nabile Farès pour Yahia, pas de chance
  - Jacques Teboul (1940-....) pour L’amour réduit à merci
- 1976 : Paul Ginestier (1922-1990) pour Valeurs actuelles du théâtre classique
- 1986 : Maurice Polard pour La saison du maître